# جزيرة كيجي
كيجي (باللغة الروسية: Ки́жи، باللغة الكاريلية: Kiži)، تعد كيجي جزيرة قريبة من المركز الهندسي لبحيرة أونيغا في جمهورية كاريليا (مقاطعة مدفيجيغورسك)، روسيا، حيث تمتد من الشمال إلى الجنوب بحوالي ستة كيلومتر طولاً وواحد كيلو متر عرضاً، وتبعد حوالي 68 كيلومتر عن عاصمة كاريليا، بتروزافودسك.

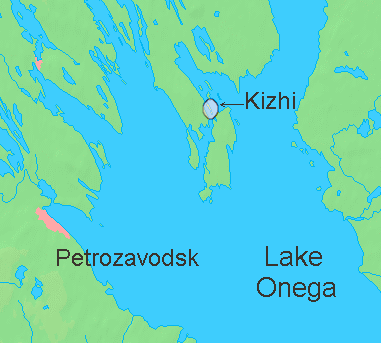

المستوطنات والكنائس على الجزيرة معروفة منذ القرن الخامس عشر على أقل تقدير. السكان في الأصل ريفيون ولكن أجبروا من قبل الحكومة في المساهمة في تطوير صناعة تنقيب الخام ومصانع الحديد في المنطقة مما أدى إلى إن انتفاضة كبيرة بالجزيرة بين عام 1769 إلى عام 1771. اندثرت معظم القرى من الجزيرة بحلول عام 1950، بينما مستوطنات ريفية صغيرة ما زالت قائمة. تم بناء كنيستين كبيرتين وبرج جرس على الجزيرة، المعروفة الآن بكيجي بوغست، في القرن الثامن عشر، وتم نقل العديد من المباني الخشبية التاريخية من أجزاء متفرقة من كيجي لأغراض الحفظ في الخمسينيات من القرن التاسع عشر، حالياً تُشكل الجزيرة بأكملها والمنطقة القريبة منها متحف وطني في الهواء الطلق بامتلاكها أكثر من 80 بناء خشبي تاريخي، والأكثر شهرة هو كيجي بوغست الذي صنف كموقع للتراث العالمي لليونسكو.

## التاريخ

### الاسم
يُعتقد أن الاسم كيجي مشتق من لغة الفيبس القديمة أو من الكلمة الكاريلية «كيجات» أو «كيجانسوري» («تجمع اجتماعي» أو «جزيرة الألعاب»). تنطق عادة في اللغة الروسية بالتشديد على الجزء الأول من الكلمة؛ فالتشديد البديل على الجزء الأخير للكلمة يعتبر خطأ نحوي في اللغة الروسية والكاريلية.

### التطور الصناعي
كانت الجزيرة منذ القرن الرابع عشر على أقل تقدير، جزء من مفترق الطرق بين نوفغورود والبحر الأبيض حيث أن العديد من المستوطنات على كيجي والجزر المقابلة (حوالي 100 مستوطنة بحلول القرن السادس عشر) شكّلت كيان إداري سمي بكيجي بوغست سباس، واكتسبت المنطقة منذ القرن الثالث والرابع عشر أهمية اقتصادية كمصدر لخامات الحديد، وقد بُنيت بعض من مناجم الخام ومصانع المعادن على بحيرة أونيغا في مطلع القرن الثامن عشر نتيجة للإصلاحات الصناعية لتيزار بيتر الأول بعض من مناجم الخام ومصانع المعادن بُنيت على بحيرة أونيغا، تحديداً على أراضي مدينتي مدفيجيغورسك وبتروزافودسك حالياً، تطلبت تلك المصانع عمل بدني شاق كقطع الغابات من أجل الخشب وحرق الفحم وأعمال الحفر وغيرها من الأعمال التي كانت تُنفذ من قبل الفلاحين المحليين حيث أن العمل كان إجبارياً، ويتم معاقبة المتمردين في العلن بالضرب وفرض الغرامات مما أدى إلى أعمال شغب محلية، فأضخم أعمال الشغب تلك حدثت بين عام 1769 إلى عام 1771 وعُرفت بانتفاضة كيجي، حيث أُثيرت بسبب أوامر المحافظ التي تضمنت إرسال الفلاحين خلال موسم الحصاد للعمل في مناجم الخام بتيفدايسك وتشييد المصانع المعدنية بليزهمسكي، وقد عصى الفلاحون الأمر وقاطعوه، وسرعان ما تجمعوا بما يزيد عن 40000 شخص من جميع أرجاء كاريليا بقيادة كليمنت سوبولف وأندري سالينكوف وسيمن كوستن، فالثورة بدأت في كيجي بوغست التي أخذت التسمية منها. أرسل الفلاحون مُقدميّ العريضة إلى سانت بطرسبيرغ ولكن تم اعتقالهم ومعاقبتهم حيث أرسل سلك عسكري لقمع تلك الانتفاضة، وعندما وصلوا إلى كيجي في نهاية شهر يونيو، 1771، وبعد نيران المدفعية استسلم الفلاحون بسرعة، ضُرب القادة وحوالي 50 إلى 70 من الفلاحين في العلن ونُفوا إلى سيبيريا، والبعض الآخر منهم أجبروا على الخدمة العسكرية، حيث كانت نوع من العقاب في ذلك الوقت، لكن تجنيد الفلاحين لتشييد المصانع المحلية وأعمال المناجم توقفت.

### الزراعة وأنشطة تقليدية أخرى
كانت الزراعة منذ البدايات هي الوظيفة ذات الأهمية الكبيرة لسكان الجزيرة، وقد حوِّلت المساحة المتوفرة من نصف أراضي الجزيرة إلى حقول، والنصف المتبقي كان ربعه عبارة عن صخور والباقي مستنقعات. تم نقل قريتان في القرن الثامن عشر من جزيرة كيجي إلى اليابسة القريبة القاحلة لإخلاء الأرض للزراعة، كانت الجزيرة تمتلك حتى عام 1970 حوالي 96 هكتار من الحقول التي تنتج أصناف متنوعة من البقوليات والبطاطا وحصادات الحصيد والجرارات لزراعة الحقول، توقفت الزراعة في عام 1971 بأوامر من الحكومة، فبعض من الحقول أعيد تشييده في عام 2004 كجزء من متحف كيجي، فتلك الحقول بمثابة معرض يُظهر الخطوات الرئيسية للزراعة وأعمال الحصاد.
وتضمنت النشاطات التقليدية الأخرى للمنطقة: التطريز وصنع مجوهرات مطرزة والنسج (من ضمنها حياكة لحاء البتولا التقليدية)، والحياكة والغزل ونحت الخشب (التي تتضمن صناعة الألعاب الخشبية الروسية التقليدية) وصناعة الفخار.

### أُولى الكنائس في جزيرة كيجي

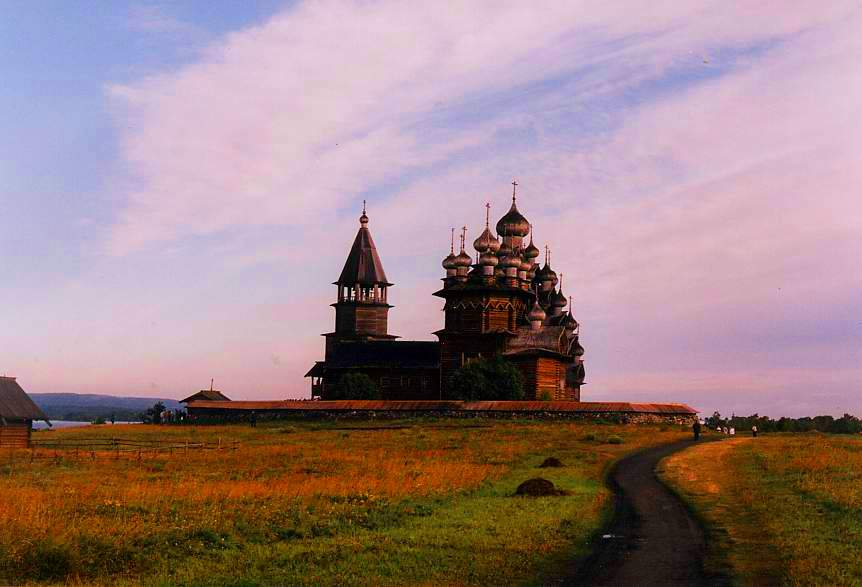
كنيسة التجلي ذات ال 22 قبة

أول ظهور للكنائس على الجزيرة يرجع إلى عام 1563، فهذه المقالة تصف كنيستين خشبيتين ذات قبة وبرج جرس يقف في الجزء الجنوبي للجزيرة (في المكان الحالي لكيجي بوغست) كذلك فإن هذه المقالة تذكر الوصف الأولي لعام 1496 المزيد من الوصف المسهب أُرخ في عام 1628، بالتحديد، خلافاً للأخير، كنائس بوغست ذات القبة، فالأولى ذات سقف هرمي الشكل، فتلك الكنائس احترقت بسبب ضربة رعد في نهاية القرن السابع عشر للميلاد، فأول كنيسة تم ترميمها بعد الاحتراق كانت كنيسة الشفاعة (بالروسية: كنيسة شفاعة العذراء، 1694) التي احترقت وكانت تقيم شعائرها على مدار العام، حيث أُعيد تشيدها مرات عدة بين عام 1720 إلى عام 1749 وفي عام 1764 أعيد بناؤها لتصبح ما هي عليه اليوم من تسعة قبب. في عام 1714 بُنيت كنيسة الشفاعة ذات الاثنين وعشرين قبة وتم استكمال بناء كيجي بوغست حالما تم الانتهاء من برج الجرس، تم إعادة بناء برج الجرس كلياً في عام 1862، وفي وقت سابق بكثير، بعض الأحيان في القرن السابع عشر، تم بناء سياج طوله 300 متر حول الكنيسة الذي أصبح بعد ذلك أرض حامية ضد الغارات السويدية والبولندية.
بُنيت كنائس جزيرة كيجي على الحجارة من دون أساس عميق فالوحدة الهيكلية الأساسية والرئيسية هي اللوق المدور من شجرة الصنوبر الاسكتلندية (صنوبر بري) حيث بلغ قطره حوالي 30 سنتيمتر وطوله من 3 إلى 5 متر، فلقد جُلبت من اليابسة الآلاف من اللوق من أجل البناء حيث كانت مهمة لوجستية معقدة في ذلك الوقت، فالوق يتم تقطيعه وتشكيله باستخدام الفأس ويتم تركيبه بدون المسامير، باستخدام تركيبات الزوايا المتشابكة -إما ثقب مدور أو غنفاري، كما أن السقوف المسطحة مصنوعة من ألواح خشب شجرة التنوب والقباب غُطت بالحور الرجراج.

## متحف كيجي

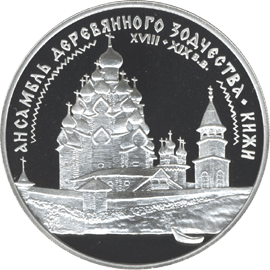
مجموعة من العمارة الخشبية في جزيرة كيجي، عملة تذكارية من فئة ثلاثة روبل للبنك المركزي الروسي(1995).

يعد متحف كيجي في الهواء الطلق واحد من الأوائل في روسيا، الذي بدأ العمل على الجزيرة في عام 1951 وحالياً يحتوي على حوالي 87 هياكل خشبية، فالأشهر من بينهم هو كيجي بوغست الذي يتضمن كنيستين وبرج جرس محاط بسياج حيث أدرج ضمن قائمة اليونسكو للتراث العالمي في عام 1990، ومنذ عام 1951 نُقل العديد من المباني التاريخية إلى الجزيرة ومن ضمنها كنيسة القيامة للأزاروس من موروم مونستري التي قدرت كأقدم كنيسة خشبية متبقية في روسيا (النصف الثاني من القرن الرابع عشر) كذلك بعض أبراج الجرس وأكثر من 20 بيت من بيوت الفلاحين والمطاحن والحظائر ومخازن الحبوب وحمامات البخار، وفي عام 1993 أُدرج المتحف ضمن قائمة صغيرة للأماكن التراثية الثقافية الروسية، فالمتحف يحتوي على أكثر من 41000 معرض معظمها أدوات منزلية: أدوات وصحون وأواني وأثاث وغيرها وهناك حوالي ألف رمز من القرن السادس العشر إلى القرن التاسع عشر التي تضمنت «مجموعة الجنّات فقط الروسية» وأيضا يوجد قطع تخص الكنيسة كالمخطوطة الأولى للصليب من القرن السابع عشر إلى التاسع عشر، كما أن المتحف يحتوي أيضا على معرض للقرن العشرين حيث يوجد حوالي 10000 صورة و 1500 رسمة.
لقد أجرى المتحف دراسة واسعة من الدراسات العلمية في التاريخ وعلوم الآثار والبيئة والطبيعة وغيرها من المجالات المتعلقة بالجزيرة، كما تعمل في كيجي وبتروزافودسك بوابة ويب متطورة وكاميرا ويب على الجزيرة، كما أن متحف كيجي ينشر شهرياً «جريدة كيجي» وفي الصيف يقيم دورات تعليمية طوال الأسبوع على مستوى المدارس والجامعة.

## كنيسة القيامة لازاروز
فكما هو متداول أن الكنيسة تم بناؤها من قِبل الراهب لازاروز (1286 (؟) -1391) في النصف الثاني من القرن الرابع عشر، حيث أن الكنيسة أصبحت أول مبنى لموروم مونستري الحديثة تقع على الشاطئ الشرقي لبحيرة أونيغا، ومع مرور الوقت، أصبحت الكنيسة الوجهة الرئيسية للدير لأنها أصبحت حسنة السمعة للشفاء من الأمراض بأعجوبة، كما أعلن رجل الدين أن الراهب لازورد كقديس محلي وفي كل صيف في يومي 23-24 من يونيو تجذب الكنيسة الحجاج، فطول المبنى 3 متر ومحيطه 9*3 متر، فالحاجز الأيقوني للكنيسة ذو الطبقتين محفوظ؛ يتكون من 17 رمز من القرن السادس إلى الثامن عشر.

### مصلى كنسي لرئيس الملائكة ميخائيل

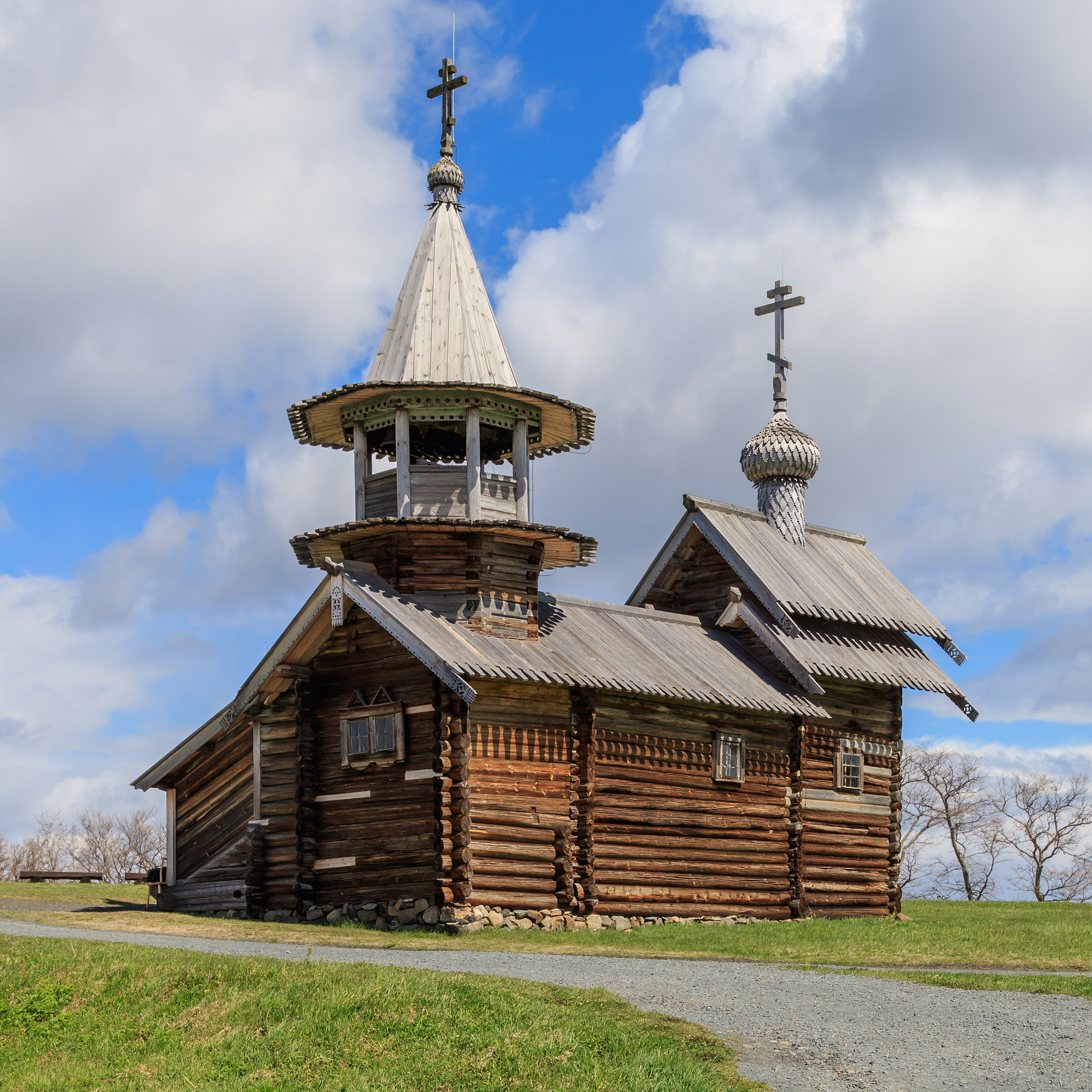
المصلى الكنسي لرئيس الملائكة ميخائيل.

نُقل المصلى الكنسي لرئيس الملائكة ميخائيل إلى كيجي في عام 1961 من قرية ليليكو زيرو حيث تقدر ب 12.0*3.0*11.0 متر وبها إطار مربع الشكل يمتد من الشرق إلى الغرب وسقفيين منحدرين كما يوجد بأعلى صالة المدخل برج الجرس مغطى بسقف هرمي، كما أن الحاجز الأيقوني للمصلى به رموز من القرن السابع والثامن عشر.

## التركيبة السكانية
في نهاية القرن السادس عشر، كان هناك 14 مستوطنة على الجزيرة، وبمطلع القرن التاسع عشر تقلص العدد إلى تسعة وسُميت ببوغست وبشيرينو وبيشوفو وبيسارفو وفاسيليلفو وكايزهيفو ومورزوفو ويامكا، وبنهاية الحرب العالمية الثانية اندثرت سبعة منها وبقي فاسيليلفو ويامكا فقط، فهم جزء من المستوطنة الريفية كيجي  التي تنتمي إلى المستوطنة الريفية الأضخم فليكوقوبسكو لمقاطعة مدفيجيغورسك وجمهورية كاريليا، روسيا.

## المستوطنات

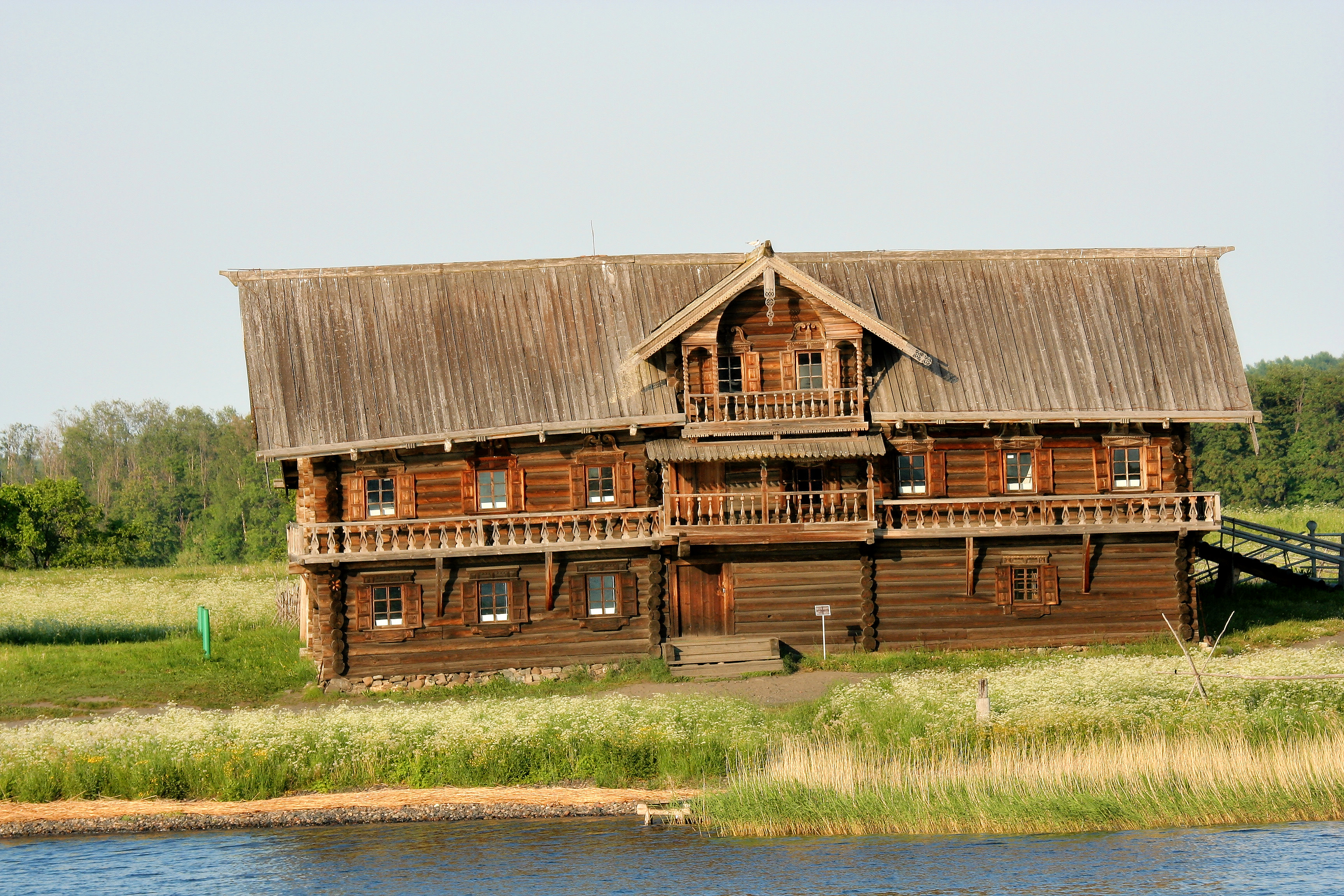
منزل المزرعة

تقع مستوطنة بوغست بالقرب من مستوطنة كيجي، وأول ما تم ذكرها في بدايات القرن السابع عشر؛ وبعد ذلك ضمت 4 منازل، اثنان منهما تعرضا للحرق خلال انتفاضة محلية وبحلول علم 1678 ارتفع عدد المنازل إلى سبعة، ستة منها كانت ملك لكهنة بوغست وواحد للفلاح، في بدايات القرن التاسع عشر تقلص عدد المنازل بالمستوطنة إلى خمسة منازل بحلول عام  اندثر195 تلك المنازل. في الوقت الحاضر، يقع في نفس الموقع منزل تاريخي لأوشفنف الذي نُقل إلى هنا من قرية أوشفنف وأصبح أول معرض لمتحف كيجي فُتح في عام 1960.
لقد سُميت بشيرينو بهذا الاسم نسبة إلى الفلاح فدرو بشيرينو: ففي الفترة ما بين القرن السابع والتاسع عشر كان بها منزلان اثنان فقط وبعد ذلك ارتفع العدد إلى ثلاثة، حيث يعد هذا الاستيطان الأفقر على الجزيرة –وفي عام 1876، كان بها حصان واحد فقط وبقرتين وفي بداية القرن العشرين بقرتان فقط لأربعة وعشرين شخصاً يعيشون هناك.
تقع مستوطنة بيشوف في الجزء الشمال الشرقي للجزيرة، وفي عام 1563 كان بها منزل وبحلول عام 1678 كان بها أربعة منازل. وفي عام 1820 ستة من أصل ثمانية من الرجال كانوا أثرياء –وكان بالمستوطنة خمسة أحصنة وإحدى عشر بقرة وأربعة خرفان، وفي بدايات القرن التاسع عشر كان بها أربعة أحصنة فقط وثلاثة بقرات لإحدى عشر شخصاً وبحلول عام 1950 اندثرت المستوطنة.
تكونت مستوطنة بوساريفو في عام 1858 إلى عام 1869 بوجود منزل واحد لإحدى عشر شخص، حيث ازداد العدد إلى اثنان بحلول عام 1911.
تقع مستوطنة كايزهفو على أقصى شمال شاطئ الجزيرة وكان بها منزلان في عام 1950، حيث تم بناءه مرة أخرى في عام 1876 لكن المنزل كان صغير ولا يوجد به حيوانات، وبحلول عام 1905 كان عدد السكان ثلاثين شخصاً.
مستوطنة موروزوفز كانت معروفة منذ عام 1582 وكان بها منزلاً كبيراً الذي أُزيل عام 1950. وبالقرب من ذلك، يوجد مصلى كنسي لثلاثة من القديسين بارتفاع 22 متر ومحيط يبلغ 8.0*12.0 متر بُنيت في أواخر القرن الثامن عشر في قرية كافقورا.
مستوطنة نافولوك كانت واحدة من أكبر وأغنى المستوطنات في المنطقة بأربعة منازل في عام 1563 وسبعة من عام 1696، حيث عاش هناك حوالي أربعين شخصاً في القرن التاسع عشر معظمهم كانوا فلاحين، اثنان فقط كانوا صانعي أحذية وواحد كان نجاراً، كما يوجد بالمستوطنة قارب واحد فقط اُستخدم للحمولة.
بينما كانت معظم مستوطنات كيجي تتقلص مع مرور الوقت، فاسيلييفو كانت تزداد من منزل واحد في عام 1840 إلى منزلان في عام 1876، ثلاثة في عام 1911 وخمسة في عام 2009، فالمنازل الخمسة الحالية، اثنان منها موجودان مسبقاُ والأخرى نقلت إلى الجزيرة كمعارض متحف. بالقرب منهم يوجد المصلى الكنسي التاريخي لكنيسة صعود العذراء مريم المباركة للقرن السابع عشر إلى القرن الثامن عشر يقدر ب 13.0*6.0*17.0 متر.

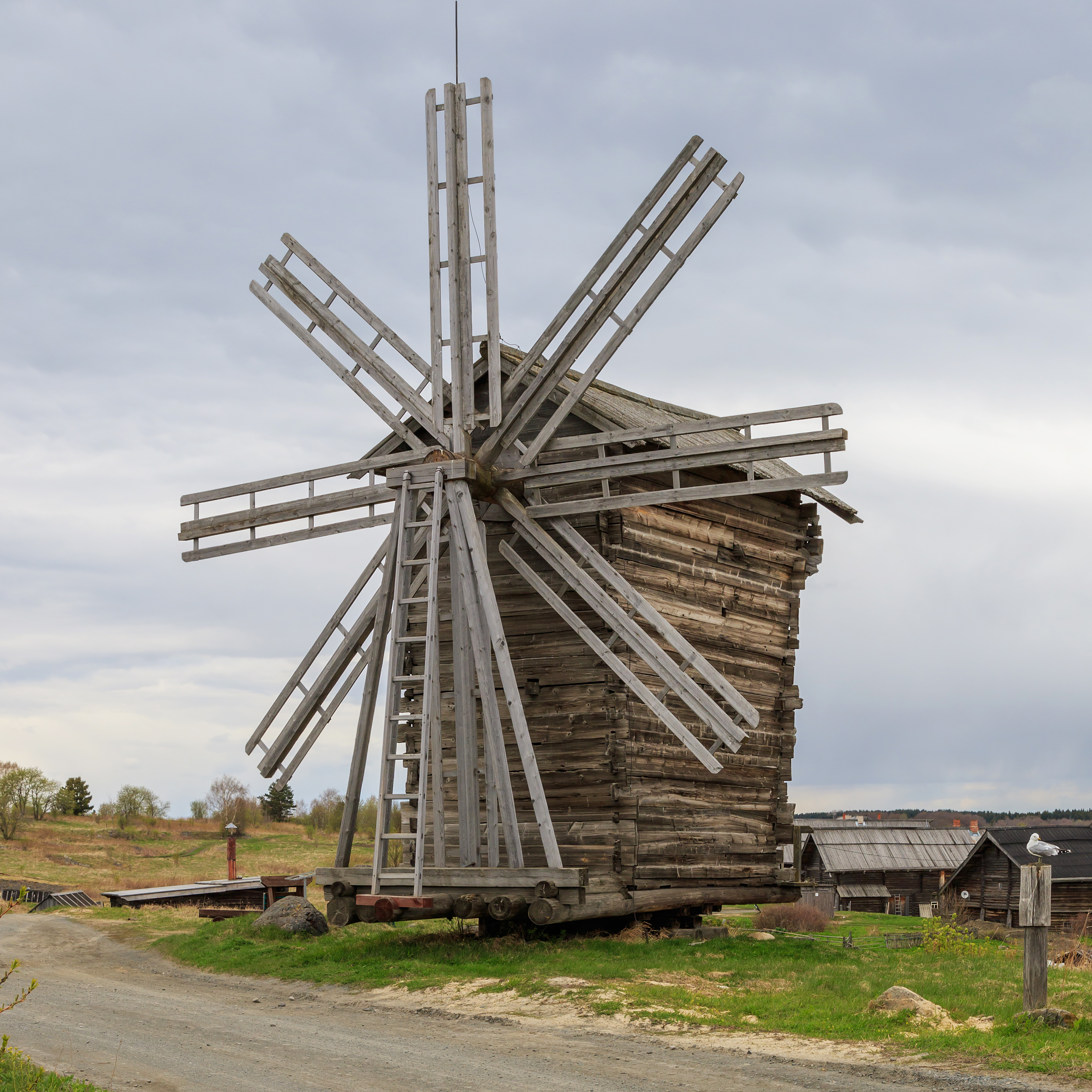
الطواحن الهوائية بنيت في عام 1930، يامكا

بُني منزلان بمستوطنة يامكا في عام 1563، كلاهما تعرضا للحرق في عام 1616، فتم إعادة بناءهما لاحقاً وبحلول عام 1911 الاستيطان كان الأكبر على الجزيرة بإحدى عشر منزلاً، إحدى المقيمين كان سيمن كوستن، كان القائد لانتفاضة كيجي التي حدثت عام 1769، وإحدى جيرانه أصبح تاجر غني ومتبرع مستمر لإعادة أعمار كنائس كيجي. بعيداً عن المنازل التاريخية ومخازن الحبوب يوجد بيامكا طاحونة هوائية بنيت عام 1930 ومصلى كنسي، فالمصلى الكنسي سباس لكنيسة المخلص الغير مبنية باليد يقدر ب 13.0*3.0*8.0 متر، بُني في القرن السابع والثامن عشر في قرية فيقوف ونقل إلى كيجي في خمسينيات القرن التاسع عشر، فتصميمه شبيه للمصلى الكنسي لرئيس الملائكة ميخائيل (انظر بالأعلى) بينما المصلى الكنسي لبيتر وبافل أصغر (5.0*3.0*3.0) وابسط في التصميم، فلقد بُني في بدايات القرن الثامن عشر في قرية تيبينيتسا وبعد ذلك نقل إلى كيجي، فالجزء الداخلي للمصلى لم يستطيعوا المحافظة عليه.

## الجغرافيا والطبيعة

### جيولوجيا، الحياة النباتية والحيوانية

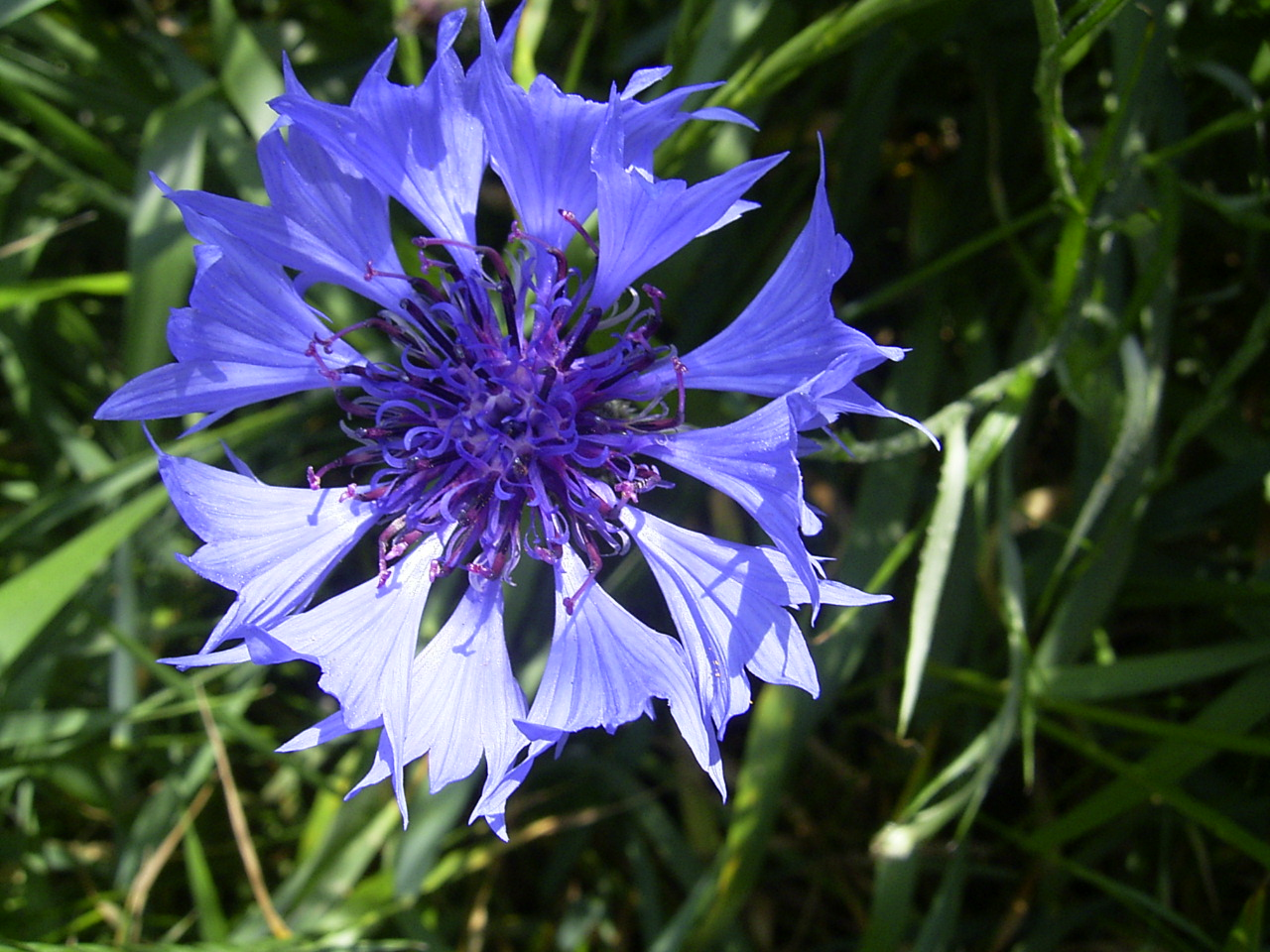
وردة الذرة (سنتان سيانوس)

تختلف منطقة جزيرة كيجي عن معظم الأجزاء الأخرى من بحيرة أونيغا، حيث تتميز بجزر صغيرة متعددة التي تُقلل من تدفق المياه، فقاع البحيرة ضحل نسبياً وغير مستوي، بينما متوسط عمق البحيرة هو 31 متر، فالعمق يقدر بحوالي 2-3 متر في كيجي ويصل في بعض الأماكن إلى 16-20 متر فقط، وبسبب التدفق البطيء والعمق الضحل فإن المياه دافئة  وراكدة نسبياً مما يحفز نمو النباتات المائية، ومن ضمن أنواع السمك الروش وبعض من أسماك القوبيون والشبوط القاسي وصابر الشبوط وسمك الفرخ وسمك الرف وسمك الكراكي والداس والأبراميس الفضي وسمك أيدي وسمك قاجن وسمك الكارب الشبوط وسمك لوتش المبطن وسمك الهفا الأوروبي وسمك الشار وسمك قشر البياض وسمك أرد وسمك البربوط.
على طول منتصف الجزيرة يوجد قمة جبل ضيقة، فهي بقايا العصر الجليدي ذات منحدرات حادة في بعض الأجزاء وبطول يزيد عن 22 متر، وبالجزيرة لا يوجد غابات، فقط أشجار فردية كشجر الدردار والراتينج والصنوبر وشجر القضبان وشجرة حور الرجراج وشجرة الآلدر، فالأشجار تستضيف حوالي 28 صنف من متعددات الأبواغ (الفطر) وهناك أكثر من 100 صنف من النباتات الطحلبية، كما أن الغالبية العظمى من الجزيرة مغطاة بالمروج المتنوعة والغنية بالألوان والأصناف، منها ما هو نادر ومحمي، قسم كبير منها من عائلة البقوليات، فالشائع منها بقدونس البقرة وأصناف متعددة من القنطريون وحشيشة الدود وverbascum densiflorum.
حوالي 180 صنف من الطيور من 15 عائلة معروفة في منطقة كيجي وحوالي 45 نوع منهم شُهدوا على الجزيرة، فالغالبية العظمى مهاجرة وتحط على الجزيرة إما للاستراحة أو للتعشيش كالبجع والأوز والبط والنورس والخرشنة المألوفة، لكن هناك العديد من الطيور التي لا تغادر الجزيرة كطائر الدوري وحسون الشوك وحسون الظالم وقبرة الغيط والزاغ الزرعي والغراب، ومن ضمن الحيوانات والبرمئيات يوجد فقط السمندل المائي (نيون السلس ونيون المتموج) والأفاعي والسحالي الشائعة والضفادع والعلجوم (ضفدع شائع، علجوم شائع، ضفدع الحقول) والفئران - الجزيرة صغيرة جداً بالنسبة للحيوانات الكبيرة، التي تعد وفيرة في المنطقة.

## المناخ
المناخ على الجزيرة مثالي للمنطقة لكنه بارد في معظم الأجزاء، فدرجات الحرارة المنخفضة تكبح النشاطات البكتيرية التي تعتبر واحد من العوامل الأساسية لزيادة عمر الهياكل الخشبية لكيجي.
| بيانات المناخ لجزيرة كيجي        |           |           |           |           |           |           |           |           |           |           |           |           |             |
| الشهر                            | يناير     | فبراير    | مارس      | ابريل     | مايو      | يونيو     | يوليو     | أغسطس     | سبتمبر    | أكتوبر    | نوفمبر    | ديسمبر    | السنة       |
| متوسط درجات الحرارة العظمى       | −7 (19)   | −6 (21)   | 0 (32)    | 5 (41)    | 12 (54)   | 17 (63)   | 20 (68)   | 18 (64)   | 12 (54)   | 5 (41)    | 0 (32)    | −3 (27)   | 6 (43)      |
| متوسط درجات الحرارة الصغرى       | −13 (9)   | −13 (9)   | −8 (18)   | −2 (28)   | 3 (37)    | 7 (45)    | 10 (50)   | 9 (48)    | 5 (41)    | 1 (34)    | −3 (27)   | −9 (16)   | −1 (30)     |
| متوسط هطول الأمطار ملليمتر (إنش) | 20 (0,79) | 20 (0,79) | 15 (0,59) | 15 (0,59) | 20 (0,79) | 35 (1,38) | 45 (1,77) | 55 (2,77) | 45 (1,77) | 40 (1,57) | 35 (1,38) | 30 (1,38) | 375 (14,77) |
| المصدر: مناخ جزيرة كيجي          |           |           |           |           |           |           |           |           |           |           |           |           |             |

## الدخول
بالرغم من أن جزيرة كيجي تبعد مسافة كيلومتر عن الجزر وشبه الجزر الرئيسية لبحيرة أونيغا، فإنه لا يوجد مدن وطرق نقل رئيسية بالقرب، فالدخول إلى كيجي يتم باستخدام قارب محلق، (رحلات يومية كل يوم من  بتروزافودسك خلال فصل الصيف) سفن سياحية وهليكوبتر وزجلات (في الشتاء) كما أن التنقل على الجزيرة غالباً يكون على الأرجل. خلال فصل الشتاء، عربات الثلوج تستخدم أيضاً، على الجزر المجاورة يوجد بعض دارات ضيافة ويوجد 8 غرف (20 سرير) ودار ضيافة خشبي وتلفزيون ومطعم .

## الموسيقى
جزيرة كيجي هي عنوان لإحدى ألبومات فانتوم.